# Serra de Coloma
La Serra de Coloma és una serra situada als municipis d'Argelaguer i Sant Ferriol a la Garrotxa, amb una elevació màxima de 550 metres.